# Inzing
Inzing ist eine Gemeinde mit 4112 Einwohnern (Stand 1. Jänner 2024) im Bezirk Innsbruck-Land in Tirol (Österreich). Die Gemeinde ist Mitglied im Klimabündnis Tirol und liegt im Gerichtsbezirk Telfs.

## Geografie

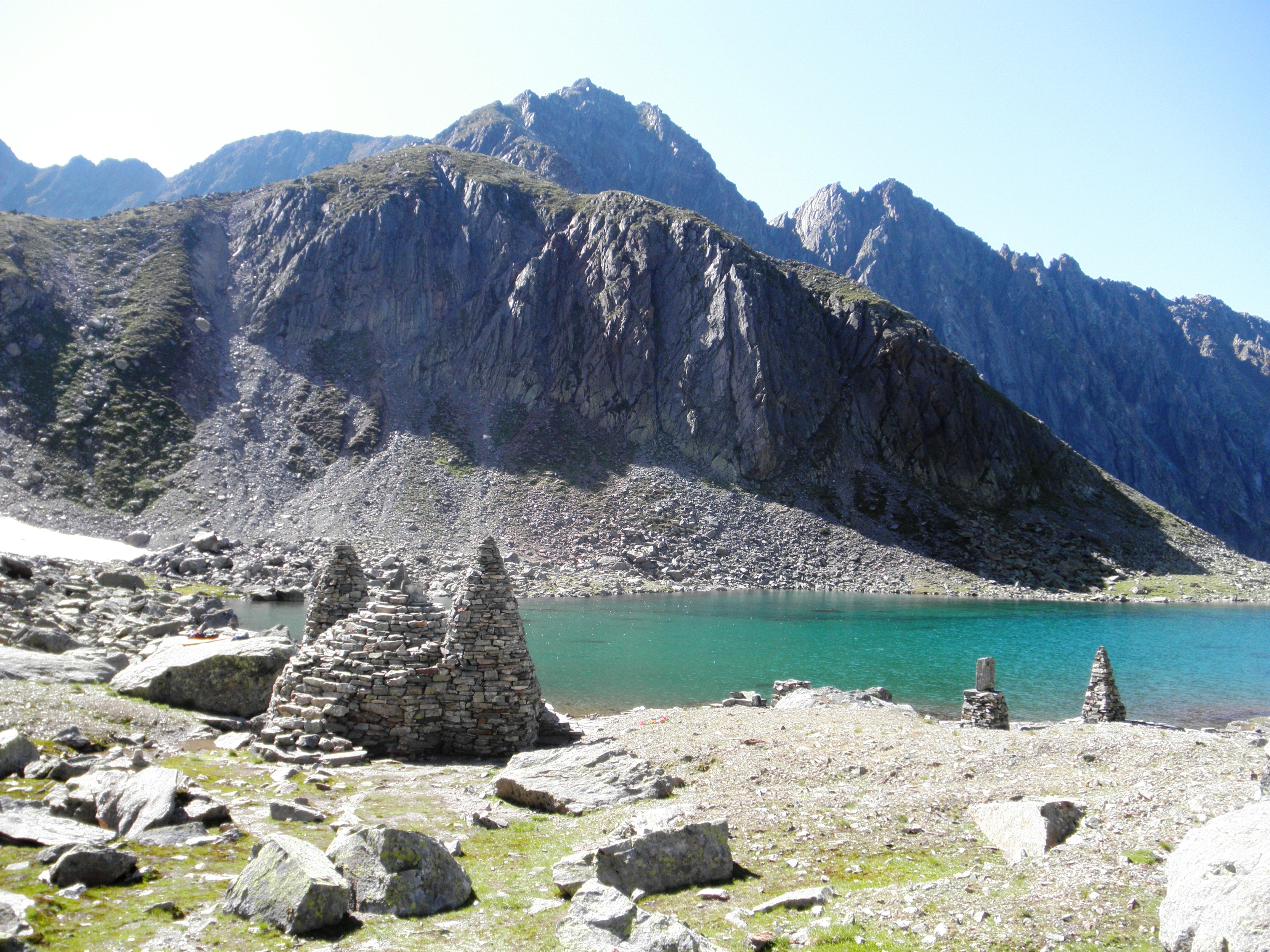
Hundstalsee mit Apollontempel

Inzing liegt im Inntal zwischen Innsbruck bzw. Zirl im Osten und Telfs bzw. Hatting im Westen. Südlich des Dorfes ragt das Rangger Köpfl empor, nördlich der Zirler Berg. Der höchstgelegene Punkt der Gemeinde befindet sich am Gipfel der Peiderspitze auf 2808 m ü. A. in den nördlichen Sellrainer Bergen (Stubaier Alpen).
Inzing befindet sich am Südufer des Inns, der tiefste Punkt der Gemeinde liegt am Innufer auf 598 m ü. A. Südlich im Gebirge liegt der Hundstalsee auf 2289 m ü. A., welcher über den Seebach und Enterbach in den Inn entwässert.

### Gemeindegliederung
Zu Inzing gehören sieben Weiler:
- Eben
- Schindeltal
- Mühltal
- Toblaten
- Hof
- Gigglberg
- Wires

Die Gemeinde besteht neben dem Haufendorf am Schwemmkegel des Enterbachs noch aus verschiedenen bergbäuerlich geprägten Dörfern und Rotten am Inzingerberg, dem Ausläufer der Mittelgebirgsterrasse nach Westen hin.
Das Gemeindegebiet umfasst folgende sechs Ortschaften (in Klammern Einwohnerzahl Stand 1. Jänner 2024):
- Eben (73)
- Hof (41)
- Inzing (3841)
- Moos (0)
- Schindeltal (57)
- Toblaten (100)

Die Gemeinde besteht aus der einzigen Katastralgemeinde Inzing.

### Nachbargemeinden
- Flaurling
- Gries im Sellrain
- Hatting
- Oberperfuss
- Pettnau
- Ranggen
- St. Sigmund im Sellrain
- Sellrain
- Zirl

## Geschichte
Erstmals urkundlich erwähnt wurde Inzing 1034 in den Traditionen des Hochstifts Freising: quicquid proprietatis … in loco Inigozingo curtifera III. Es ist jedoch nicht gesichert, dass es sich bei dieser Erwähnung tatsächlich um Inzing handelt und nicht vielmehr um gleichnamige Örtlichkeiten in Oberösterreich (GB Peuerbach und GB Perg) oder Bayern (Lkr. Passau). Lauthistorisch wäre eine Entwicklung von Inigozingo zu Inzing eher unwahrscheinlich. Die erste wirklich sichere Nennung findet sich in der Urkunde der Abtei St. Georgenberg mit Incingen im Jahr 1283.
Die barocke Pfarrkirche weist spätbarocke Fresken auf.
Schon früh erbauten die Ritter von Eben (Ortsteil) – der genaue Zeitpunkt ist unbekannt – im Dorf oberhalb der Kirche einen Wohnturm, den die Inzinger heute allgemein mit „Schlößl“ bezeichnen. Dieses spätgotische „Schlößl“ wurde um 1920 im Stil des Historismus umgebaut. Die Wappenmotive der Ritter von Eben finden sich noch heute im Wappen der Gemeinde Inzing wieder.
Erwähnt wurde Inzing auch in der Italienischen Reise von Johann Wolfgang von Goethe (1786).
Die Gemeinde Hatting wurde 1974 Inzing angeschlossen und 1993 wieder als eigene Gemeinde abgetrennt.
Inzing wurde in der Vergangenheit von mehreren großen Muren heimgesucht. Bei der letzten im Jahr 1969 kamen drei Menschen ums Leben.

### Bevölkerungsentwicklung
EinwohnerJahr500100015002000250030003500400045001860189019201950198020102040EinwohnerEinwohnerentwicklung von Inzing

## Kultur und Sehenswürdigkeiten

### Bauwerke

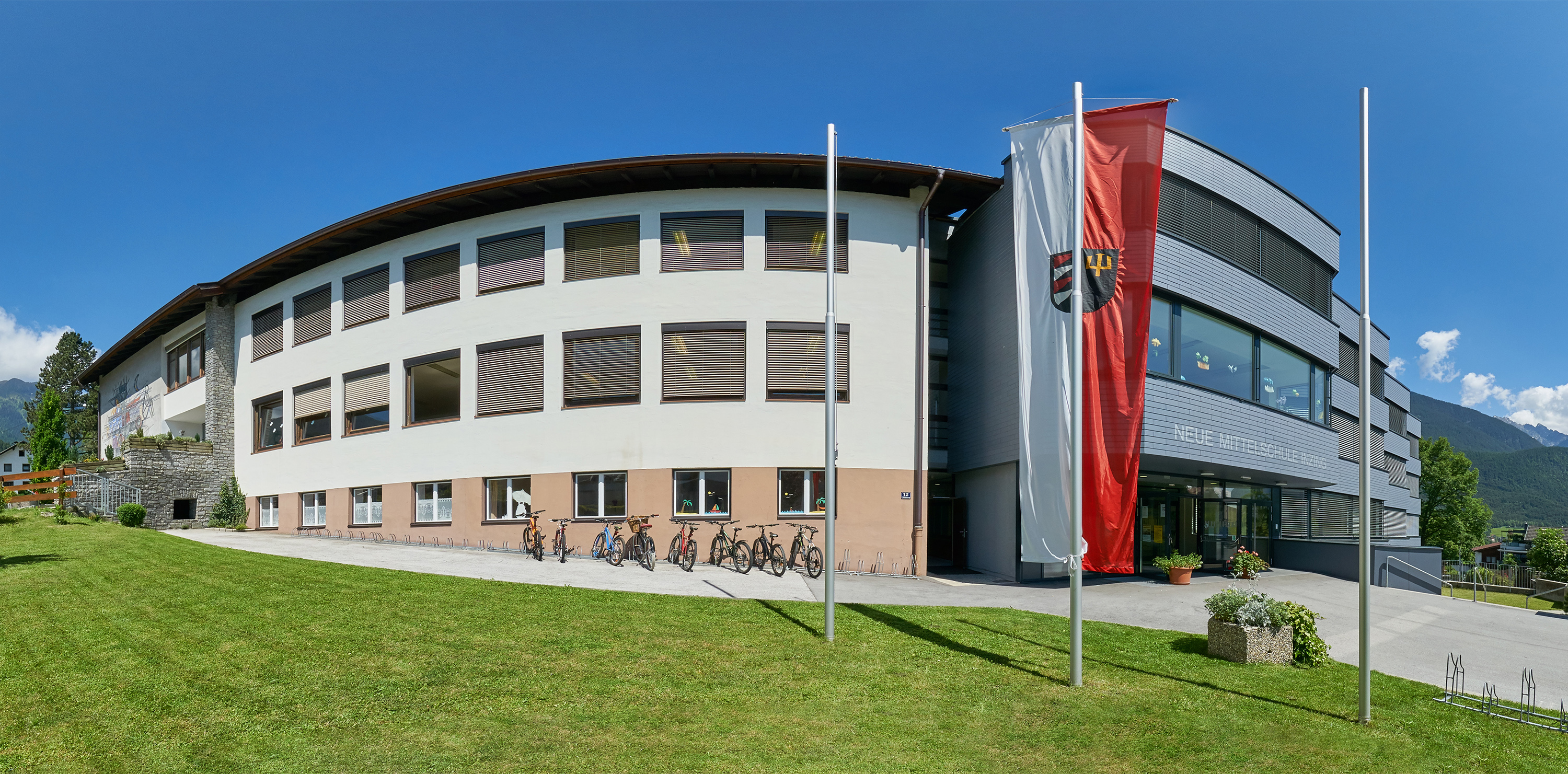
Schulgebäude der Gemeinde Inzing

- Katholische Pfarrkirche Inzing hl. Petrus
- Apollontempel am Hundstalsee

### Sport

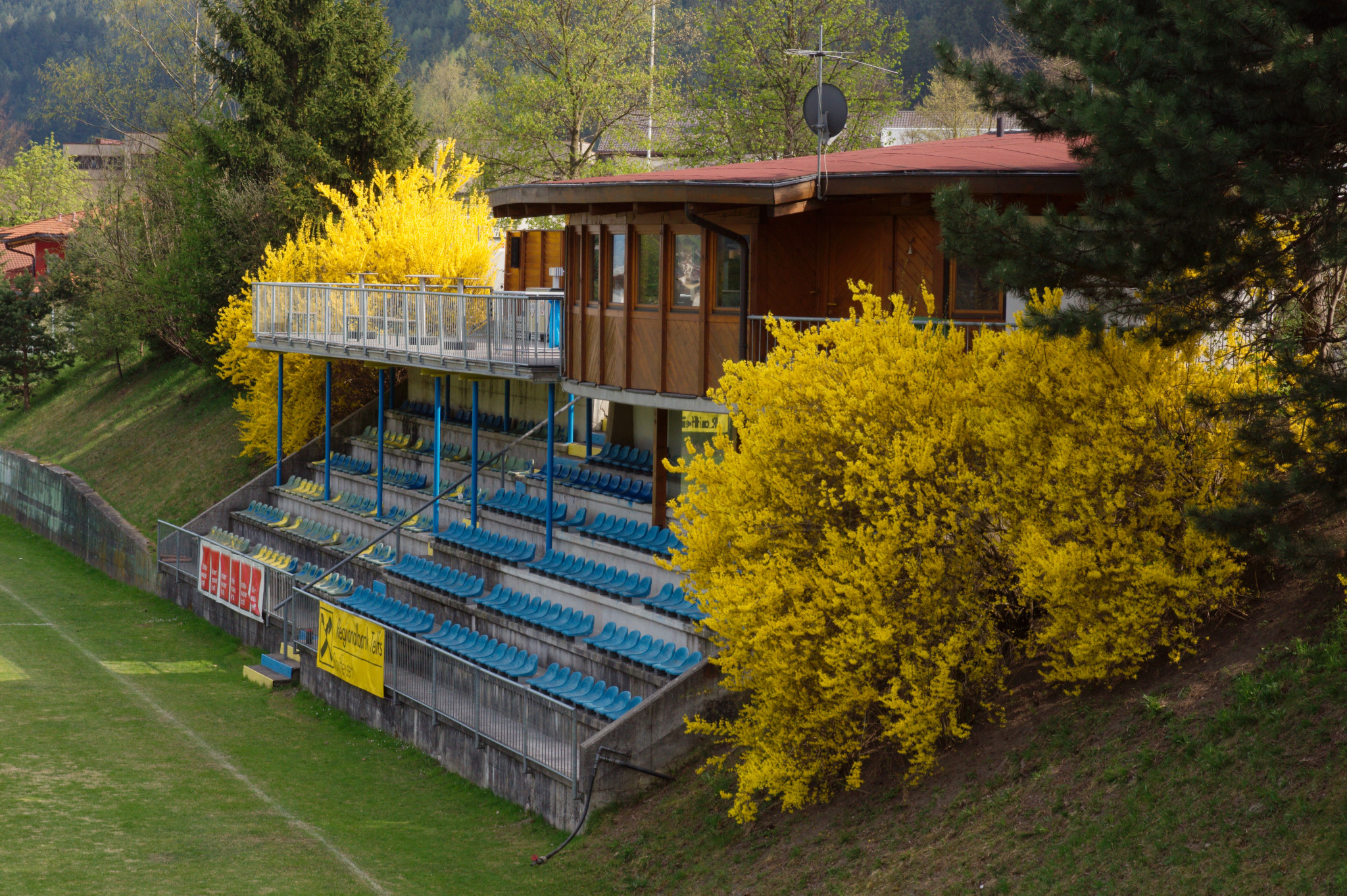
Fußballplatz Inzing

Inzing verfügt über ein reges Vereinsleben. Die beiden Hauptvereine sind der Allgemeine Sportverein Inzing (ASVI) mit den Sektionen Leichtathletik, Radfahren und Schi und die Sportunion Inzing mit den Sektionen Damengymnastik, Stocksport, Hänge- und Paragleiten, Fußball, Rodeln, Tennis, Tischtennis und Volleyball.
Neben diesen beiden Vereinen gibt es noch den Ringsportclub Inzing (RSCI), den Billardclub Inzing und den Modellbauclub Inzing – MBCI (Modellflugsport) als unabhängige Vereine. In den Sportarten Volleyball, Ringen und Billard ist Inzing überregional vertreten. Die Sektion inzingvolley der SU spielt in der zweiten österreichischen Bundesliga Damen. Der Ring-Sport-Club Inzing (RSCI) kämpft in der ersten österreichischen Liga.
Außerdem verfügt Inzing über eine Naturrodelbahn (Ginzes-Eben) und war Austragungsort der Naturbahnrodel-Weltmeisterschaft 1979.

## Wirtschaft und Infrastruktur
Die Industrie ist durch das Industriegebiet am östlichen Ortsrand geprägt. Neben klein- und mittelständischen Unternehmen haben auch einige Konzerne Zweigstellen bzw. Niederlassungen in Inzing (z. B. DHL, Caterpillar, Scania, Stiegl).

### Verkehr
Inzing liegt an der Völser Straße L 11 und ist über die Ausfahrt Zirl-West an die Inntalautobahn A 12 angebunden. Der Ort verfügt über eine Haltestelle an der Arlbergbahn, die von den Linien  und  der S-Bahn Tirol bedient wird. Züge verkehren im 30-Minuten-Takt über Innsbruck bis Fritzens-Wattens bzw. bis Telfs. Weiters verkehrt in den Wintermonaten ein Schibus zum nahe gelegenen Schigebiet Rangger Köpfl.

## Politik

### Gemeinderat
Der Gemeinderat hat insgesamt 15 Sitze. Mit den Gemeinderats- und Bürgermeisterwahlen in Tirol 2022 hat der Gemeinderat folgende Verteilung:
- 5 Aktives Inzing mit Bürgermeister Sepp Walch – AI
- 4 Jugend Umwelt Familie – JUF
- 2 Zukunft Inzing – Parteiunabhängige mit Inzinger SozialdemokratInnen – ZUKUNFT
- 1 FÜR INZING mit Michael Hurmann – FI
- 1 AAB Inzing – Klaus Kirchmair – AAB
- 1 FÜR UNSER DORF – FUD
- 1 MFG Menschen Freiheit Grundrechte – MFG

### Bürgermeister
- bis 2016 Kurt Heel (Aktives Inzing)
- seit 2016 Josef Walch (Aktives Inzing)

### Wappen
Blasonierung: In schwarzem Schild rechts vier Spitzen rot-weiß wechselnd und links oben ein goldenes Dreizackeisen.
Das Gemeindewappen wurde 1966 verliehen. Der Dreizack stammt aus dem Wappen der 1451 ausgestorbenen Herren von Eben, deren Stammburg am Inzingerberg stand. Die Spitzen in den Tiroler Landesfarben erinnern daran, dass sich die Inzinger Schützen im Freiheitskampf 1809 besonders auszeichneten und eine französische Standarte eroberten.

## Persönlichkeiten

### Ehrenbürger der Gemeinde
- 1900: Julius Riccabona, Präsident des Landeskulturrates
- 1900: Josef Ramponi, K.K. Bezirkshauptmann
- 1902: Paul Onestingel, Notar
- 1912: Hw. Pfarrer Waibl
- 1930: Jakob Schreier, Geistl. Rat Pfarrer
- 1930: Georg Hurmann, Bürgermeister
- 1931: H. Lechtaler, Bezirkshauptmann, Hofrat
- 1931: Johann Steiner, Volksschuldirektor
- 1935: Alois Hirschberger, Med.Rat.
- 1958: Hermann Oberthanner, Kapellmeister
- 1962: Gustav Markt, Hochschullehrer
- 1963: Franz Pisch, Volksschuldirektor OSR
- 1968: Josef Haslwanter, Bürgermeister
- 1978: Thomas Walch, Dekan
- 1978: Eugen Knabl, Geistl. Rat Pfarrer
- 1992: Kurt Schletterer, Bürgermeister
- 2017: Kurt Heel, Bürgermeister 1992–2016

### Söhne und Töchter der Gemeinde
- Ursula Beiler (* 1959), österreichische Künstlerin (Bildhauerei, Installation)
- Vinzenz Gasser (1809–1879), von 1856 bis 1879 Fürstbischof von Brixen
- Benny Hörtnagl (* 1982), österreichischer Hörfunk- und Fernsehmoderator
- Hermann Klotz (1845–1899), Gynäkologe und Geburtshelfer in Innsbruck
- Edmund Klotz (1855–1929), österreichischer Bildhauer
- Jörg Kölderer (um 1465/70–1540), Hofmaler Kaiser Maximilians I.
- Josef Schretter (1856–1909), österreichischer Maler
- Georg Schärmer (* 1956), Caritasdirektor
- Maja Schulze (1932–2019), Trockenanglerin

### Personen mit Bezug zur Gemeinde
- Nadine Beiler (* 1990), österreichische Soul- und Pop-Sängerin, die am 26. Jänner 2007 den 3. Starmania-Contest für sich entscheiden konnte, in Inzing aufgewachsen
- Rainer Blatt (* 1952), deutsch-österreichischer Experimentalphysiker, wohnhaft in Inzing
- Marina Gastl (* 1985), österreichische Ringerin, 9. Platz bei den Olympischen Spielen in Athen 2004 im Ringen
- Blasius Hueber (1735–1814), Landvermesser, in Inzing verstorben
- Andi Knoll (* 1972), österreichischer Hörfunk- und Fernsehmoderator
- Gabriele Kirchmair Silber und Bronzegewinnerin bei den 8. Olympischen Spielen für Körperbehinderte in Seoul / Südkorea
- Hannelore Mariner, ehemalige österreichische Rennrodlerin, 1970 Europameisterin Rodel-Einsitzer
- Sandra Mariner (* 1974), ehemalige österreichische Naturbahnrodlerin im Einsitzer
- Wastl Mariner (1909–1989), österreichischer Alpinist und Pionier der Bergrettung
- Ernst J. Schmidlechner (* 1958), Lyriker und Liedtexter